# Maxillaria oxysepala
Maxillaria oxysepala är en orkidéart som beskrevs av Rudolf Schlechter. Maxillaria oxysepala ingår i släktet Maxillaria och familjen orkidéer.
Artens utbredningsområde är Bolivia. Inga underarter finns listade i Catalogue of Life.